# Nubalema
Nubalema is een bestuurslaag in het regentschap Flores Timur van de provincie Oost-Nusa Tenggara, Indonesië. Nubalema telt 1275 inwoners (volkstelling 2010).